# Солнце Аустерлица

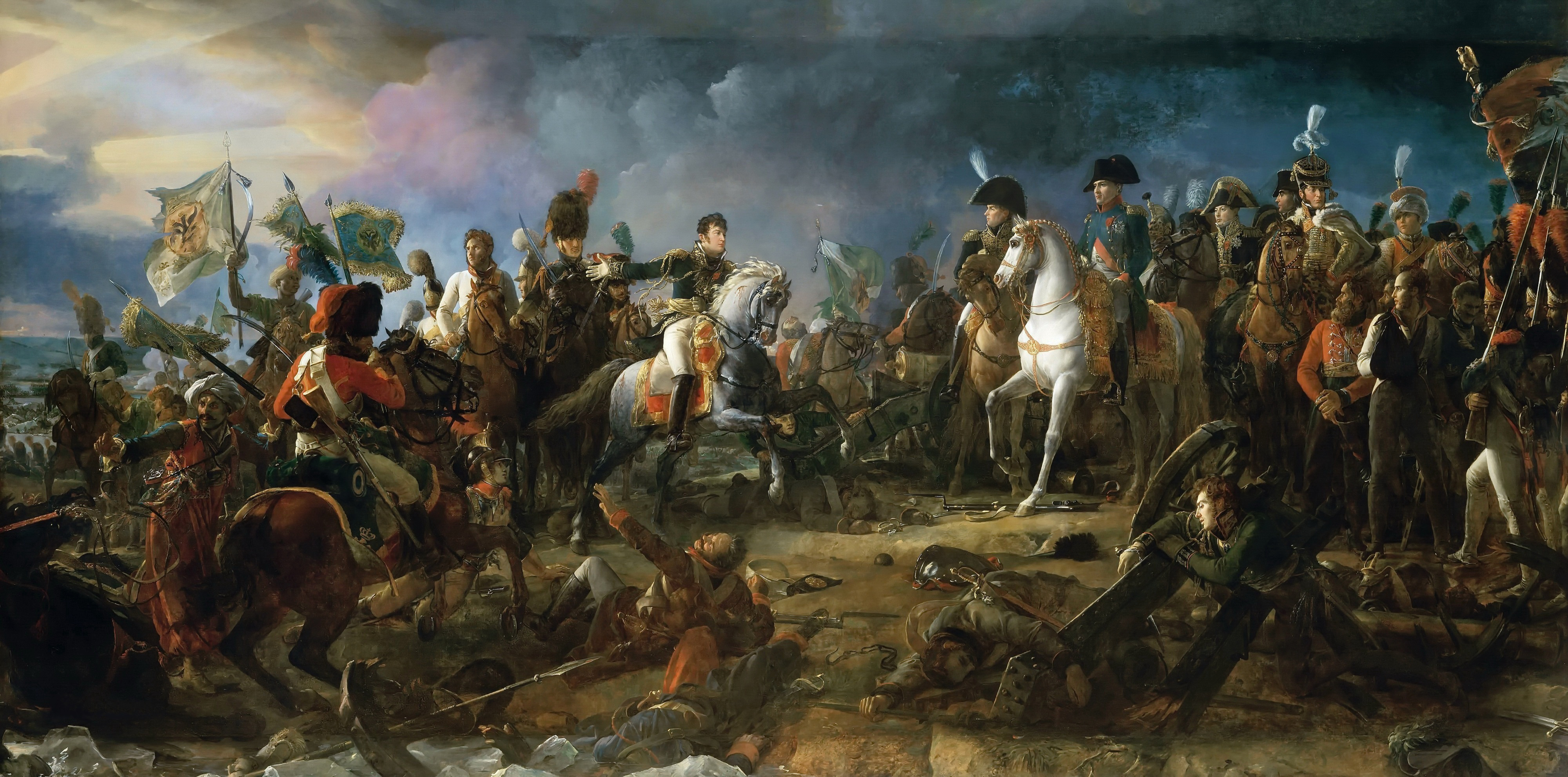
Франсуа Жерар. «Битва под Аустерлицем. 2 декабря 1805 года» (1810, Версаль, Большой Трианон)

«Солнце Аустерлица» (фр. le soleil d’Austerlitz) — крылатое выражение, приписываемое французскому императору Наполеону I. Его возникновение связано с битвой под Аустерлицем, состоявшейся 20 ноября (2 декабря) 1805 года и считающейся одним из наиболее известных примеров военного искусства в истории. Идиома означает безоговорочную победу, триумф, начало нового периода. Согласно источникам, Наполеон неоднократно возвращался к этому образу и в других своих кампаниях, в частности, в битве при Бородино, где император также вспомнил про свою победу 1805 года. Со временем фразеологизм и производные от него получили распространение, к нему неоднократно обращались в исторической литературе, средствах массовой информации, искусстве и популярной культуре.

## История
Возникновение крылатого выражения «солнце Аустерлица» связывают с французским императором Наполеоном I. Оно восходит к битве под Аустерлицем, состоявшейся 20 ноября (2 декабря) 1805 года в Моравии и ставшей генеральным сражением войны третьей коалиции. Известна в истории как «битва трёх императоров», поскольку против наполеоновской армии сражались войска императоров австрийского Франца II и российского Александра I. Французские войска одержали убедительную победу, что позволило Первой империи триумфально закончить войну третьей коалиции. Наполеон неизменно вспоминал победу в этой битве как один из главных успехов в своей военной и политической карьере. Историк Евгений Тарле охарактеризовал её как одну «из самых грандиозных по своему значению во всемирной истории» и одну «из самых поразительных в наполеоновской эпопее». По словам Альберта Манфреда: «Бонапарт говорил, что выиграл сорок сражений. Самой замечательной победой среди них он считал Аустерлиц. „Солнце Аустерлица!“ — он вспоминал его всегда с особенным чувством. Вопреки позднейшему официальному французскому толкованию военная обстановка накануне Аустерлица таила для французов величайшие опасности».
Российский историк Олег Соколов описывал царившее повсеместно предвкушение близкой победы во французской армии непосредственно перед сражением следующим образом:
Было ещё тихо… Но вот издали, со стороны правого фланга послышалась канонада. Это было начало боя за Тельниц и Сокольниц. Наконец, в восемь с небольшим утра стало заметно движение союзников в районе Працена. В этот момент, разрезав туман, брызнули яркие лучи солнца, поднявшегося над горизонтом. Это знаменитое солнце — «солнце Аустерлица», о котором так часто будет впоследствии вспоминать Наполеон, словно специально ждало, чтобы осветить победное наступление Великой Армии.

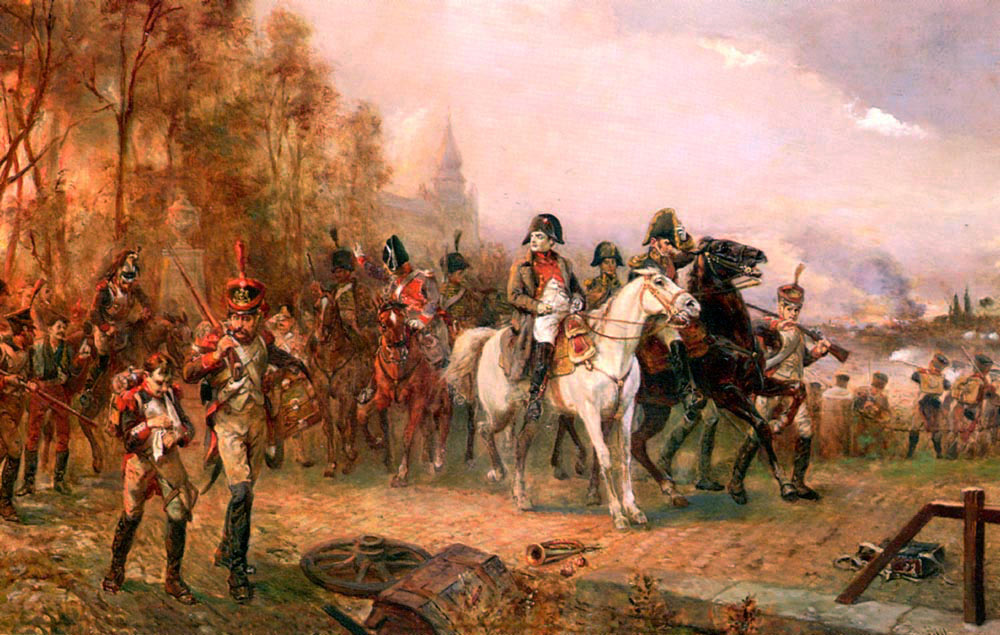
Роберт Александр Хиллингфорд. «Наполеон при Бородино»

По распространённому мнению, слова «Вот солнце Аустерлица» (Voilà le soleil d’Austerlitz) Наполеон произнёс утром перед самым началом Бородинского сражения, имевшего место 26 августа (7 сентября) 1812 года у села Бородино, в 125 км к западу от Москвы. Видимо, эта версия основывается на воспоминаниях бригадного генерала Филиппа Поля де Сегюра, упоминавшего эти слова в своей довольно субъективной книге воспоминаний «История Наполеона и его Великой Армии в 1812 году». Согласно его версии событий, около 05:30 часов, после того как на небе взошло солнце, Наполеон обратил внимание приближённых на это и громко произнёс: «Вот солнце Аустерлица!». Сегюр прокомментировал это восклицание следующим образом: «Но это солнце было не на нашей стороне; оно вставало на стороне русских и освещало нас, ослепляя нам глаза». Эти слова генерала нашли отражение в романе Льва Толстого «Война и мир», который в описании войны 1812 года отчасти основан на мемуарах Сегюра.
Существует и другое свидетельство об упоминании Наполеоном под Бородино своего моравского триумфа 1805 года. Его приводит дивизионный генерал Жан Рапп, командовавший в битве пехотной дивизией, вместо выбывшего Жана-Доминика Компана. Накануне он находился в палатке императора в качестве дежурного адъютанта и лично наблюдал за его действиями. Полководец проснулся в 03:00 часов и работал с маршалом Бертье до 05:30 часов. После этого Рапп и Наполеон сели на лошадей: в лагере их радостно приветствовали нетерпеливо ожидавшие начала сражения войска. В ответ на такое «единодушие» император заметил: «Это энтузиазм Аустерлица! Прикажите прочесть воззвание». Манфред писал, что со временем целый ряд военных и политических успехов вскружил голову императору, он погряз в рутине: церемониях, парадах, дворцовых интригах и т. д. Он ссылался на мнение историка Сергея Соловьёва, который «зло и верно» высказался в отношении военной удачи «императора французов»: «Наполеон долго хвалился аустерлицким солнцем, оно сияло ему до самого московского зарева».
«Солнце Аустерлица» стало расхожим крылатым выражением и неоднократно применялось французскими военными и политическими деятелями, означая триумф, начало новой эры, близкой победы. 28 июня 1919 года, во время подписания Версальского мирного договора в «Зеркальном зале» Версальского дворца, подобную метафору применил премьер-министр Третьей Республики Жорж Клемансо. Согласно воспоминаниям очевидцев, до 15-00 часов было пасмурно, но когда по достижении этого времени началась церемония, на небе выглянуло солнце. На это негромко прореагировал Клемансо: «О солнце, спутник победителей! Солнце Аустерлица… Солнце Марны, останься нам верным! Согревай всегда наши сердца и древнюю землю Франции!» Выражение закрепилось и остаётся популярным во французском политическом лексиконе и позднее. Так, 5 мая 2021 года Президент Франции Эмманюэль Макрон закончил свою речь в Институте Франции, посвящённую двухсотлетию со дня смерти Наполеона, следующими словами: «И солнце Аустерлица всё ещё сияет! Да здравствует Республика, да здравствует Франция!»

## В культуре

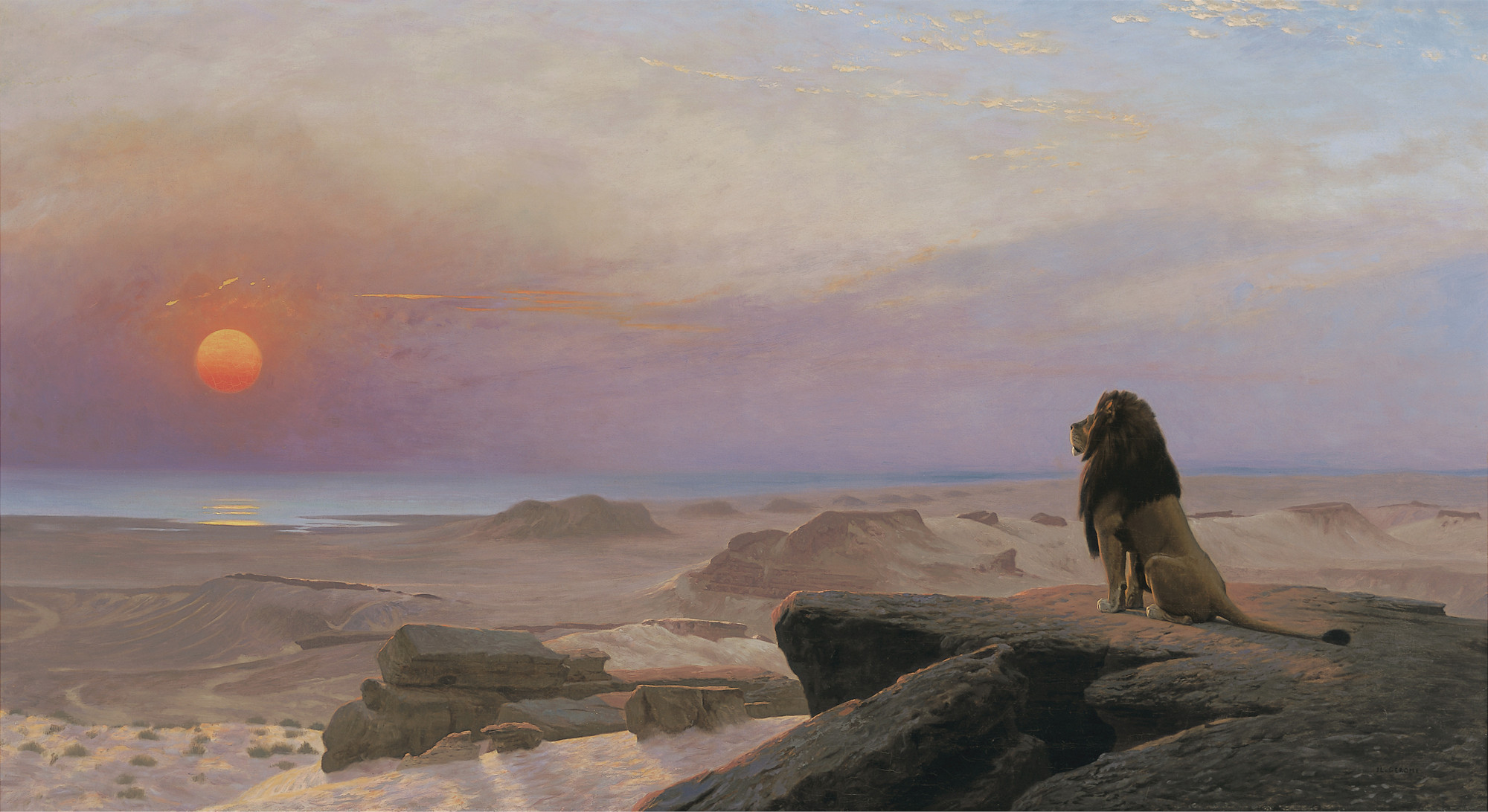
Жан-Леон Жером. «Два величества». 1883, Музей искусств Милуоки

Выражение «солнце Аустерлица» получило распространение в искусстве и популярной культуре (прежде всего во Франции) в качестве символа, образа полной и триумфальной победы, надежды на успех. В картине французского академиста Жана-Леона Жерома «Два величества» (1883) исследователи (в частности, Элен Лафон-Кутюрье) усматривали намёк на «солнце Аустерлица»: художник таким образом хотел выразить грусть и ностальгию по величию Второй империи. Альбер Камю употребил словосочетание как символ победы в своём рассказе «Ренегат, или Смятенный дух» (1957) из цикла «Изгнание и царство» — своего последнего законченного художественного произведения. В нём речь идёт о молодом протестанте, сменившем свою веру на католичество. По совету кюре он поступает в духовное учебное заведение, где его, выходца из протестантского села, с радостью встречают словно «солнце над Аустерлицем». Второй том из четырёх исторического романа «Наполеон» (1997) французского писателя Макса Галло, называется «Солнце Аустерлица». В 2002 году режиссёром Ивом Симоно книга была экранизирована в виде четырёхсерийного мини-сериала «Наполеон» с сохранением структуры и названий частей литературного источника. Ещё в середине 1920-х годов французский режиссёр Абель Ганс намеревался снять масштабный исторический фильм «Наполеон», где пятая часть (на основе законченного в 1924 году сценария) должна была называться «Солнце Аустерлица». Однако по ряду причин этот проект остался незаконченным; были отсняты только первые две серии.
По словам историка Алёны Постниковой, фразеологизм широко применяется французскими СМИ как метафора победы в диапазоне от футбольного матча до характеристики хода президентских выборов: «Слово „Аустерлиц“ стало настолько популярным во Франции, что им называют рестораны, гостиницы Парижа, ибо оно ассоциируется с успехом. В сфере международных отношений этим прецедентом французы также обозначают успех, в том числе, как ни странно, в деле конструирования европейского единства». Как пример, она приводит газетную статью от апреля 2014 года, во время одного из кризисов в экономике Евросоюза, где обращались к общественности не отчаиваться и надеяться на «восхождение солнца Аустерлица» для евро.
Известно выражение и в российской культуре. К этому образу обращался уже Александр Пушкин в своём стихотворении «Наполеон» (1821), являющимся откликом на смерть императора: «Россия, бранная царица, // Воспомни древние права! // Померкни, солнце Австерлица! // Пылай, великая Москва!» Литературоведы отмечают, что в этих стихах поэт отразил то, что поражения России были искуплены пожаром Москвы в 1812 году, что образно «перечёркивало» одну из величайших побед Наполеона. Эта метафора отражена в стихотворении Владимира Маяковского «Я и Наполеон» (1915), где «солнце Аустерлица!» упоминается дважды. Отсылки к этому образу содержатся в стихотворении Марины Цветаевой «Барабанщик»: «Брали сотнями царства, — столицы // Мимоходом совали в карман. // Порешили судьбу Аустерлица // Двое: солнце — и мой барабан». Знаменательно то, что стихотворение «Барабанщик» написано 11—12 ноября 1918 года, в момент победного для Франции окончания Первой мировой войны. Поэтесса в юности была страстной поклонницей Наполеона и его сына Франца, герцога Рейхштадсткого (более известного как Римский король) и пронесла эту любовь через всю жизнь. Наполеоновской тематике был посвящён целый ряд её произведений («В Париже», «Живое о живом», «Бонапартисты», «Окно раскрыло створки», несохранившийся перевод драмы Эдмона Ростана «Орлёнок» и другие), в том числе неоднократно упоминается французская победа 1805 года. В документальном историческом сериале Леонида Парфёнова «Российская империя» в выпуске, посвящённом правлению Александра I, автор и ведущий делится своим наблюдением: «Есть два военно-астрономических наблюдения: солнце Аустерлица — знак победы Наполеона, который тот призывал потом и при Бородине, и при Ватерлоо, и небо Аустерлица, в которое смотрит Андрей Болконский у Толстого в „Войне и мире“. Раненый князь Болконский упал навзничь и увидел невиданное им прежде тихое и торжественное высокое небо».

## Ссылка
- Ľubomír Guzi. Солнце, небо и взгляд Аустерлица в свете исторического повествования авторской передачи. Jazyk a kultúra (2011). Архивировано 20 сентября 2021 года.